# Robert de Clari
Robert de Clari (Robert de Cléry ) a fost un cavaler din regiunea Picardia. El a participat la Cruciada a patra alături de seniorul său, contele Pierre din Amiens, și de fratele său Aleaumes de Clari și a redactat o cronică a evenimentelor în franceza medievală. Scrierea lui Robert asupra cruciadei este valoroasă în principal prin aceea că oferă perspectiva unui vasal de rang inferior asupra evenimentelor, în vreme ce majoritatea celorlalți martori oculari, precum Villehardouin, aparțineau nobilimii de rang înalt. Descrierea oferită de Robert de Clari aduce uneori în lumină anumite aspecte ale cruciadei care altminteri ar fi rămas necunoscute.
Fratele lui Robert, Aleaumes, a fost un cleric, care s-a remarcat în partea finală a asediului asupra Constantinopolului, atunci când împăratul uzurpator Alexios al V-lea Ducas Murtzuphlos a fost alungat de către cruciați.
Cronica lui Robert de Clari a fost considerată ca fiind unul dintre puținele documente oculare asupra giulgiului din Torino, anterioare anului 1358.